# Хамкорбанк
«Хамкорбанк» — узбецький відкритий акціонерний комерційний банк. Центральний офіс розташований у Андижані. Має генеральну ліцензію Центрального банку Республіки Узбекистан № 64 від 31 серпня 1991 року. Заснований 1 вересня 1991 року. За даними Fitch на кінець першого півріччя 2010 року займав 11-те місце у банківській системі Узбекистану.
Банк має 26 філій та понад 100 мінібанків.

## Статистика

### Активи банку
- 01.01.2005 — 44 000 млн. UZS
- 01.01.2006 — 61 000 млн. UZS
- 01.01.2007 — 78 000 млн. UZS
- 01.01.2008 — 145 000 млн. UZS
- 01.01.2009 — 214 000 млн. UZS

### Власний капітал банку
- 01.01.2005 — 9 000 млн. UZS
- 01.01.2006 — 12 000 млн. UZS
- 01.01.2007 — 14 000 млн. UZS
- 01.01.2008 — 18 000 млн. UZS
- 01.01.2009 — 25 000 млн. UZS

### Чистий прибуток (збиток) банку
- 01.01.2005 — 2 100 млн. UZS
- 01.01.2006 — 2 100 млн. UZS
- 01.01.2007 — 4 200 млн. UZS
- 01.01.2008 — 5 500 млн. UZS
- 01.01.2009 — 7 600 млн. UZS

## Акціонери[1]
- Ібрагімов Ікром Ібрагимович — Голова ради директорів (володіє близько 20% акцій)
- Міжнародна фінансова корпорація — володіє 15% акцій

## Керівництво банку
- Ібрагімов Ікром Ібрагимович — Голова ради директорів
- Хакімов Шахрух Хандамирович — Голова правління

## Членство в організаціях
- Асоціація банків Узбекистану
- Асоціація Російських банків
- Узбецька Республіканська валютна біржа
- Республіканська фондова біржа «Тошкент»
- Міжнародна платіжна система SWIFT
- Міжнародна платіжна система VISA